# Рослинг, Ханс
Ханс Гёста Рослинг (швед. Hans Gösta Rosling; 27 июля 1948, Уппсала, Швеция — 7 февраля 2017, там же) — шведский врач, академик, профессор Каролинского института по вопросам международного здравоохранения, специалист по статистике и всемирно известный лектор.
В 1993 году стал одним из основателей Шведского отделения международной организации «Врачи без границ».
Соучредитель Фонда Гапмайндер (Gapminder), в котором разработано программное обеспечение Трэндалайзер (Trendalyzer), используемое для визуализации статистической информации и отображения её с помощью интерактивных графиков.

## Биография
С 1967 по 1974 год изучал медицину и статистику в Уппсальском университете, а в 1972 году — общественное здравоохранение в медицинском колледже Сент-Джонс, в Бангалоре на юге Индии. В 1976 году прошел медицинскую аккредитацию и с 1979 по 1981 год работал врачом округа Накала на севере Мозамбика.
21 августа 1981 года он выявил вспышку konzo, заболевания, вызывающего паралич. Его исследования в этой области увенчались степенью доктора философии Уппсальского университета (1986).
Также изучал взаимосвязь между уровнями развития экономики, сельского хозяйства, бедности и состоянием здоровья.
В 1993 году выступил одним из инициаторов создания движения «Врачи без границ» в Швеции.
Получил всемирную известность после своей лекции на конференции TED в 2006 году. Читал лекции по международному здравоохранению и общемировым тенденциям развития. В лекциях Рослинг стремился рассеять распространенные мифы о процессах развития медицинской помощи в странах третьего мира. С помощью анимированной статистики он показывает, что траектории развития благосостояния и улучшения состояния здоровья в этих странах очень сходны с тем, как это прошло ранее в экономически развитых странах. Некоторые государства теперь проходят этот путь вдвое быстрее, чем, например, это делал Запад. Согласно Рослингу, также наблюдается тенденция сокращения рождаемости в мире и по его расчетам рост населения должен закончится к 2050 году, когда общее население планеты выровняется на уровне приблизительно 11 миллиардов человек, если, конечно, будет решена проблема бедности, которая непосредственно затрагивает два миллиарда беднейших слоев населения Земли.
Скончался вследствие онкологического заболевания.

## Семья
Отец: Гёста Рослинг (1917—1995), мать: Бритта Рослинг (1921—2005). Жена: Агнета Рослинг (1948). Трое детей (1974, 1975 и 1984).

## Публикации
- Фактологичность: Десять причин наших заблуждений о мире – и почему все не так плохо, как кажется // 2018